# Mateo Retegui
Mateo Retegui (San Fernando, 29 de abril de 1999) é um futebolista argentino naturalizado italiano que joga como centroavante. Atualmente, atua pelo Al-Qadsiah e pela Seleção Italiana.

## Biografia
Tem cidadania italiana, embora tenha nascido na Argentina. Seu avô materno Angelo Dimarco emigrou para a Argentina de Canicattì (Sicília), e sua avó é originária de Gênova (Ligúria). Seu sobrenome é, no entanto, basco.
Ele é filho do ex-jogador de hóquei em campo Carlos Retegui, que representou a Argentina como jogador e técnico em vários Jogos Pan-americanos e Jogos Olímpicos. Sua irmã Micaela também é olímpica no esporte.

## Carreira
Começou sua carreira sênior no Boca Juniors, que o contratou anos antes do River Plate. Ele foi promovido ao time principal do clube pelo técnico Guillermo Barros Schelotto durante a temporada 2017-18 da Primera División Argentina, aparecendo como substituto não utilizado em algumas ocasiões contra o Arsenal de Sarandí e o Estudiantes em dezembro de 2017. Sua estreia profissional aconteceu em 17 de novembro de 2018, com o atacante sendo substituído nos momentos finais da vitória em casa por 1 a 0 sobre o Patronato.
Em janeiro de 2019, Retegui foi emprestado ao Estudiantes por dezoito meses. Ele apareceu oito vezes em 2018–19, antes de marcar cinco gols em vinte e uma partidas em 2019–20.
Em fevereiro de 2022, Retegui ingressou no Tigre por empréstimo até o final de 2023.
Em julho de 2023, foi contratado pelo recém-promovido Genoa. Pelo clube, tem atualmente 6 gols em 22 jogos.
Retegui mudou-se para a Atalanta, em um acordo no valor de € 28 milhões em 8 de agosto de 2024, após uma lesão no ligamento cruzado anterior do atacante da Atalanta e companheiro de equipe da Itália, Gianluca Scamacca.
Em 21 de julho de 2025, o Al-Qadsiah, da Arábia Saudita, anunciou a contratação de Mateo Retegui. O clube saudita irá pagar cerca de 68 milhões de euros, o equivalente hoje a mais de R$ 440 milhões, para contratar Retegui.

## Carreira Internacional
Representou a Argentina nas categorias Sub-19 e Sub-20, inclusive para esta última nos Jogos Sul-Americanos de 2018.
Sendo elegível para jogar pela Itália por descendência, em fevereiro de 2023 foi relatado que Retegui foi pré-selecionado por Roberto Mancini para se juntar à equipe Azzurri para os primeiros jogos de qualificação para o Euro 2024 da UEFA. Em 17 de março de 2023, Retegui recebeu sua primeira convocação oficial para a seleção italiana, e em 23 de março ele marcou em sua estreia internacional contra a Inglaterra em uma partida de qualificação para o Euro 2024 perdida por 2–1 em Nápoles. Ele também marcaria em seu jogo subsequente em 26 de março, marcando o primeiro gol na vitória por 2 a 0 sobre Malta em uma partida de qualificação para a Euro 2024 em Ta 'Qali. Ao fazer isso, ele se tornou o primeiro jogador em quase 55 anos a marcar em seus dois primeiros jogos oficiais pela seleção nacional desde que Pierino Prati conquistou a façanha na eliminatória da Itália para a Eurocopa de 1968, em casa e fora, contra a Bulgária, em 6 e 20 de abril. Em 21 de março de 2024, marcou dois gols na vitoria de 2x1 sobre a Venezuela em um amistoso.

## Títulos
Boca Juniors
- Primera División: 2017-18

### Prêmios individuais
- Melhor Atacante do Campeonato Italiano – Série A: 2024–25[19]

### Artilharias
- Campeonato Italiano de 2024–25 – Série A: (25 gols)[20]